# Mont Humboldt
Ne doit pas être confondu avec Pic Humboldt.
Le mont Humboldt, aussi appelé parfois pic Humboldt, est le deuxième point culminant de la Nouvelle-Calédonie dans la Chaîne centrale, après le mont Panié.
Il est nommé d'après Alexander von Humboldt.